# 5925 Almeda Road
Le 5925 Almeda Road est un ensemble de gratte-ciel résidentiel de 109 mètres de hauteur et de 29 étages, construit à Houston au Texas.
Il est composé de deux gratte-ciel ;
- Mosaic1, construit de 2006 à 2007
- Montage, construit de 2007 à 2009
Les architectes de l'immeuble sont l'agence Preston Partnership, LLC et l'agence Mcbride-ratcliff And Associates Inc